# Friends (1.ª temporada)
A primeira temporada de Friends, uma série de comédia de situação americana, criada por David Crane e Marta Kauffman, estreou na National Broadcasting Company (NBC) em 22 de setembro de 1994 com o episódio "The Pilot". A série foi produzida pela Bright, Kauffman, Crane Productions em associação com a Warner Bros. Television. A temporada teve 24 episódios e foi concluída com "The One Where Rachel Finds Out" em 18 de maio de 1995.

## Elenco
| - Jennifer Aniston como Rachel Green - Courteney Cox como Monica Geller - Lisa Kudrow como Phoebe Buffay - Matt LeBlanc como Joey Tribbiani - Matthew Perry como Chandler Bing - David Schwimmer como Ross Geller - Anita Barone/Jane Sibbett como Carol Willick - Mitchell Whitfield como Barry Farber - Cosimo Fusco como Paolo - Maggie Wheeler como Janice Hosenstein - Jessica Hecht como Susan Bunch - Vincent Ventresca como Fun Bobby - James Michael Tyler como Gunther - Elliott Gould como Jack Geller - Christina Pickles como Judy Geller - Larry Hankin como Mr. Heckles | - Merrill Markoe como Marsha, chefe do Ross - Jill Goodacre como ele mesma - Hank Azaria como David - Morgan Fairchild como Nora Bing - Fisher Stevens como Roger - Jon Lovitz como Steve - Helen Hunt como Jamie Buchman - Leila Kenzle como Fran Devanow - George Clooney como Dr. Mitchell - Noah Wyle como Dr. Rusell - Jennifer Grey como Mindy - Claudia Shear como Monica Falsa - Leah Remini como Lydia - Jonathan Silverman como Dr. Franzblau - Corinne Bohrer como Melanie - Tommy Blaze como Carl - Lauren Tom como Julie - Sofia Milos como Aurora - Jennifer Grant como Nina - John Allen Nelson como Paul the Wine Guy - Geoffrey Lower como Alan - Beth Grant como Lizzy - Marianne Hagan como Joanne - Michele Maika como Kiki - Leesa Bryte como Leslie |

## Principais Temas
- Os seis amigos se conhecendo
- Rachel superando o casamento rompido(e mais tarde tendo que lidar com seu ex-noivo se casando com uma de suas grandes amigas do passado)
- Ross superando o divórcio(e tendo que lidar com a gravidez de sua ex-mulher e com a amante desta)
- Joey iniciando a carreira de ator
- Relação de idas e vindas de Chandler com Janice
- Amor entre Rachel e Paolo(e o interesse amoroso deste por Phoebe)
- Amor de Ross por Rachel(e o ciúme deste por Paolo)
- Chandler volta a fumar cigarros
- Joey flertando com Ursula, a irmã gêmea de Phoebe
- Ross tendo um macaco de estimação chamado Marcel

## Episódios
| N.º na série | N.º na temp. | Título original (Título em português)                                                            | Dirigido por    | Escrito por                                                                              | Exibição original       | Cód. de produção | Audiência nos EUA (milhões) |
| --- | ------------ | ------------------------------------------------------------------------------------------------ | --------------- | ---------------------------------------------------------------------------------------- | ----------------------- | ---------------- | --------------------------- |
| 1 | 1            | "The Pilot" "Piloto"                                                                             | James Burrows   | David Crane e Marta Kauffman                                                             | 22 de setembro de 1994  | 456650           | 21,5                        |
| Monica fala com os rapazes sobre Paul, o cara do vinho, e ela jura que não está saindo com ele. Ross está depressivo, porque sua ex-mulher acabou de se mudar para viver com sua amante. Então, Rachel invade o Central Perk vestida de noiva, porque acabou de deixar o noivo plantado no altar. Rachel diz a seu pai que ficará com Monica, para a surpresa da irmã de Ross. |              |                                                                                                  |                 |                                                                                          |                         |                  |                             |
| 2 | 2            | "The One with the Sonogram at the End" "Aquele da Ultrasonografia no Final"                      | James Burrows   | David Crane e Marta Kauffman                                                             | 29 de setembro de 1994  | 456652           | 20,2                        |
| Ross descobre que sua ex-mulher, Carol, está grávida dele. Ela e Susan (sua amante) querem que Ross faça parte da vida do bebê. Monica recebe seus pais para jantar e sofre com a delicada tortura imposta por sua mãe. Rachel decide devolver a aliança a Barry (seu ex-noivo), mas quando ela chega a seu consultório, descobre que ele começou a ter um relacionamento com uma de suas madrinhas, Mindy. Ross acompanha Carol e Susan até o ginecologista e vê o ultrassom de seu bebê. |              |                                                                                                  |                 |                                                                                          |                         |                  |                             |
| 3 | 3            | "The One with the Thumb" "Aquele do Dedão"                                                       | James Burrows   | Jeffrey Astrof e Mike Sikowitz                                                           | 6 de outubro de 1994    | 456651           | 19,5                        |
| Chandler volta a fumar. Phoebe está com problemas com seu banco e depois encontra um dedo humano em seu refrigerante. Ross descobre a verdade sobre seu animalzinho de estimação de infância, e Monica fica com um cara chamado Alan, que todos adoram. |              |                                                                                                  |                 |                                                                                          |                         |                  |                             |
| 4 | 4            | "The One with George Stephanopoulos" "Aquele com George Stephanopoulos"                          | James Burrows   | Alexa Junge                                                                              | 13 de outubro de 1994   | 456654           | 19,7                        |
| Rachel recebe seu primeiro contracheque, bem como uma visita deprimente de suas amiguinhas socialites. Ross é atingido no rosto por um disco de hóquei e acaba indo parar no hospital. Monica, Phoebe e Rachel fazem uma festinha, onde revelema alguns segredinhos. No final, acabam ficando com a pizza de George Stephanopoulos. |              |                                                                                                  |                 |                                                                                          |                         |                  |                             |
| 5 | 5            | "The One with the East German Laundry Detergent" "Aquele com o Sabão em pó da Alemanha Oriental" | Pamela Fryman   | Jeff Greenstein e Jeff Strauss                                                           | 20 de outubro de 1994   | 456653           | 18,6                        |
| Monica e Joey saem num estranho encontro duplo. Chandler aconselha Ross sobre encontros. Ross vai até a lavanderia com Rachel, onde eles encontram uma mulher bem irritante. Phoebe acompanha Chandler para ajudá-lo. Chandler termina com Janice e acidentalmente a acerta no olho. |              |                                                                                                  |                 |                                                                                          |                         |                  |                             |
| 6 | 6            | "The One with the Butt" "Aquele do Traseiro"                                                     | Arlene Sanford  | Adam Chase e Ira Ungerleider                                                             | 27 de outubro de 1994   | 456655           | 18,2                        |
| Phoebe, Monica, Rachel, Ross e Chandler vão assistir a uma peça de teatro de Joey, chamada “Freud”. Um agente oferece a Joey um papel num filme como dublê de Al Pacino. Chandler fica com uma mulher chamada Aurora (ela é casada e tem um namorado). Monica é compulsiva. |              |                                                                                                  |                 |                                                                                          |                         |                  |                             |
| 7 | 7            | "The One with the Blackout" "Aquele do Blecaute"                                                 | James Burrows   | Jeffrey Astrof e Mike Sikowitz                                                           | 3 de novembro de 1994   | 456656           | 23,5                        |
| Falta energia em Nova Iorque, interrompendo um show bar de Phoebe no Central Perk e deixando Chandler preso no caixa eletrônico com a modelo Jill Goodacre, a quem tenta chamar a atenção sem soar patético. Os outros cinco amigos ficam hospedados no apartamento de Monica, onde Phoebe não se conforma em ser a última dos amigos a saber sobre as coisas e Joey tenta encorajar Ross a chamar Rachel para sair, mas quando este finalmente decide se declarar, os dois são surpreendidos por um gato de estimação de um vizinho italiano chamado Paolo, por quem Rachel se apaixona ao devolver o animal ao dono, frustrando completamente os planos de Ross em convidá-la para um encontro. |              |                                                                                                  |                 |                                                                                          |                         |                  |                             |
| 8 | 8            | "The One Where Nana Dies Twice" "Aquele em que a Vovó Morre Duas Vezes"                          | James Burrows   | Marta Kauffman e David Crane                                                             | 10 de novembro de 1994  | 456657           | 21,1                        |
| Ross e Monica ficam ao lado do cadáver de sua avó, que momentaneamente volta à vida. Chandler começa a questionar sua identidade sexual, quando uma colega de trabalho resolve arrumar um encontro pra ele - com um outro cara. |              |                                                                                                  |                 |                                                                                          |                         |                  |                             |
| 9 | 9            | "The One Where Underdog Gets Away" "Aquele em que o Underdog Escapa"                             | James Burrows   | Jeff Greenstein e Jeff Strauss                                                           | 17 de novembro de 1994  | 456659           | 23,1                        |
| Monica decide fazer um jantar de Ação de Graças para todos quando Chandler conta porque odeia Ação de Graças enquanto Rachel diz que não poderá comparecer ao jantar devido a uma suposta viagem de esqui com Paolo, da qual insiste em falar com frequência, irritando bastante Monica que se sente provocada e vê seu jantar sendo arruinado pela desistência dos amigos. Enquanto isso, Joey vira garoto-propaganda e se anima ao ver seu rosto circulando em cartazes pela cidade até ver que posou para um anúncio de uma clínica de doenças venéreas, sentindo-se enganado e tornando-se piada até entre seus amigos. Ross fala (e canta) com seu filho pela barriga de Carol, e o balão do Underdog foge do controle e some em pleno desfile de ação de graças. |              |                                                                                                  |                 |                                                                                          |                         |                  |                             |
| 10 | 10           | "The One with the Monkey" "Aquele do Macaco"                                                     | Peter Bonerz    | Adam Chase & Ira Ungerleider                                                             | 15 de dezembro de 1994  | 456661           | 19,9                        |
| Com o romance entre Rachel e Paolo fadado ao fracasso e os demais amigos solteiros, todos decidem passar o Ano Novo sem ninguém ficar com ninguém. Mas antes da noite da festa, todo mundo acaba arranjando alguém. Chandler volta com sua ex-namorada Janice enquanto Phoebe se apaixona por um cientista que inicialmente atrapalhava seu show. Ross ganha um macaco de estimação o qual é criticado por Monica, que morre de medo do macaco sujar seu apartamento e praticamente proíbe seu irmão de levá-lo consigo para a festa. A própria Monica reata seu romance com seu ex-namorado Fun Bobby, que lhe serve de companhia para a festa enquanto Joey aparece vestido de duende e descola uma bela mãe solteira. Apenas Rachel tenta firmar as coisas com Paolo, mas tudo sai errado e ela acaba indo para a festa desacompanhada. |              |                                                                                                  |                 |                                                                                          |                         |                  |                             |
| 11 | 11           | "The One with Mrs. Bing" "Aquele com a Sra. Bing"                                                | James Burrows   | Alexa Junge                                                                              | 5 de janeiro de 1995    | 456660           | 26,6                        |
| Monica e Phoebe veem um cara interessante na rua e flertam com ele, fazendo com que o mesmo se distraia ao atravessar a rua e acabe sendo atropelado por um caminhão e entre em coma. Se sentindo culpadas pelo acidente, elas acabam ficando obcecadas por ele e o visitam constantemente na esperança de que ele se recupere e saia com uma das duas. A mãe de Chandler, Nora, vem à cidade para divulgar seu novo livro erótico do qual Chandler morre de vergonha enquanto Ross se arde em ciúmes com o namoro de Rachel com Paolo. Durante um jantar dos seis amigos com a mãe de Chandler, Ross está no auge de sua carência diante do romance entre Rachel e Paolo e acaba numa situação incômoda com a Sra. Bing, com quem acaba flertando, com isso Chandler tenta defender a posição da mãe á medida que se chateia bastante com o amigo, que tenta se explicar e Rachel, inspirada pela escrita da mãe de Chandler, começa a escrever uma novelinha de romance sexy, com alguns pequeninos erros. |              |                                                                                                  |                 |                                                                                          |                         |                  |                             |
| 12 | 12           | "The One with the Dozen Lasagnas" "Aquele com uma Dúzia de Lasanhas"                             | Paul Lazarus    | Jeffrey Astrof, Mike Sikowitz, Adam Chase e Ira Ungerleider                              | 12 de janeiro de 1995   | 456658           | 24,0                        |
| Monica tem de se livrar de 12 lasanhas que encomendou e acabou que ninguém comeu. Ross descobre o sexo de seu bebê, sendo este um menino. Phoebe ataca de massagista e tem Paolo como seu cliente até descobrir que ele apenas a contratou para assediá-la, o que ela percebe num momento de distração em que ele tenta apalpá-la. Com isso, Rachel termina com Paolo sem ouvir nenhuma explicação e ainda despeja suas roupas pela janela, aprendendo três coisas importantes sobre Phoebe. Chandler e Joey compram uma nova mesa para cozinha, que na verdade nada mais é do que uma mesa de pebolim. |              |                                                                                                  |                 |                                                                                          |                         |                  |                             |
| 13 | 13           | "The One with the Boobies" "Aquele dos Seios"                                                    | Alan Myerson    | Alexa Junge                                                                              | 19 de janeiro de 1995   | 456664           | 25,8                        |
| Chandler acidentalmente vê Rachel nua e não consegue se livrar da imagem dos seios dela que havia visto, ficando obcecado e até fazendo piadas constrangedoras sobre, o que incomoda bastante a amiga. O namorado psiquiatra de Phoebe aborrece todos com análises de suas vidas. Joey descobre que seu pai está tendo um caso e reprova sua atitude, ao que o pai diz que quer aproveitar a vida ao máximo e Joey teme estar se tornando alguém como ele. Ainda no interim das piadas de Chandler em relaçÃo a ter visto Rachel nua, Monica acaba flagrando o pai de Joey tomando banho e é alvo de piadas deste e do próprio Joey por isso. |              |                                                                                                  |                 |                                                                                          |                         |                  |                             |
| 14 | 14           | "The One with the Candy Hearts" "Aquele dos Corações Doces"                                      | James Burrows   | Bill Lawrence                                                                            | 9 de fevereiro de 1995  | 456667           | 23,8                        |
| No dia dos namorados, Monica, Rachel e Phoebe lembram de namorados. Ross tem seu primeiro encontro em anos e se encontra com sua ex-esposa. Joey vai jantar com Loraine e leva Chandler, mas Loraine leva Janice para ficar com Chandler, o que frustra bastante Joey, que sente que Janice está querendo controlar novamente a vida do amigo, além de seus hábitos irritantes. |              |                                                                                                  |                 |                                                                                          |                         |                  |                             |
| 15 | 15           | "The One with the Stoned Guy" "Aquele do Cara Chapado"                                           | Alan Myerson    | Jeff Greenstein e Jeff Strauss                                                           | 16 de fevereiro de 1995 | 456663           | 24,8                        |
| Chandler recebe uma promoção, larga o emprego e percebe que o que ele estava fazendo era exatamente o que ele nasceu pra fazer. Monica "faz um teste" para um trabalho de Chef principal para um dono de restaurante que não está exatamente nas melhores condições de analisar suas capacidades culinárias. Ross fica com uma moça que quer que ele fale coisas pornográficas com ela (algo que Joey o ensina sem problemas) e Rachel concorda em trabalhar para Monica por um tempo. |              |                                                                                                  |                 |                                                                                          |                         |                  |                             |
| 16 | 16           | "The One with Two Parts: Part 1" "Aquele de Duas Partes: Parte 1"                                | Michael Lembeck | Marta Kauffman e David Crane                                                             | 23 de fevereiro de 1995 | 456665A          | 26,1                        |
| A irmã gêmea de Phoebe causa confusão e conflito quando Joey se sente atraído por ela, e não por Phoebe. Marcel, o macaco, faz alguns ajustes na secretária-eletrônica de Ross e na TV, Chandler começa a ficar com uma de suas empregadas ao invés de demiti-la e Ross faz aulas de Lamaze com Carol e Susan. |              |                                                                                                  |                 |                                                                                          |                         |                  |                             |
| 17 | 17           | "The One with Two Parts: Part 2" "Aquele de Duas Partes: Parte 2"                                | Michael Lembeck | Marta Kauffman e David Crane                                                             | 23 de fevereiro de 1995 | 456665B          | 30,5                        |
| Monica leva Rachel ao hospital. Phoebe está decepcionada com Joey porque está ficando com sua irmã. Ross está preocupado com o fato de que vai ser pai. O macaco Marcel engole uma peça de um jogo. |              |                                                                                                  |                 |                                                                                          |                         |                  |                             |
| 18 | 18           | "The One with All the Poker" "Aquele do Pôquer"                                                  | James Burrows   | Jeffrey Astrof & Mike Sikowitz                                                           | 2 de março de 1995      | 456662           | 30,4                        |
| Ross, Joey e Chandler relutantemente aceitam em deixar Monica, Rachel e Phoebe participar de sua sagrada mesa de poker, só que antes eles tem de ensinar as moças a jogar. |              |                                                                                                  |                 |                                                                                          |                         |                  |                             |
| 19 | 19           | "The One Where the Monkey Gets Away" "Aquele em que o Macaco Escapa"                             | Peter Bonerz    | Jeffrey Astrof e Mike Sikowitz                                                           | 9 de março de 1995      | 456668           | 29,4                        |
| Rachel descobre que seu ex-noivo Barry está se casando. Incomodada, ela fica de babá de Marcel e acaba perdendo ele de vista enquanto Ross decide tentar um relacionamento com ela, que enquanto isso está com Monica e as duas encontram um antigo amigo de escola. Quando finalmente encontram Marcel, Phoebe tenta protegê-lo da vigilância e leva um tiro de dardo tranquilizador na bunda. Mais tarde, os seis amigos olham o álbum de fotografias de Monica, que relembra do antigo amigo da escola e do tempo em que estudavam juntos. |              |                                                                                                  |                 |                                                                                          |                         |                  |                             |
| 20 | 20           | "The One with the Evil Orthodontist" "Aquele do Ortodontista Maligno"                            | Peter Bonerz    | Doty Abrams                                                                              | 6 de abril de 1995      | 456669           | 30,0                        |
| Chandler sente uma queda por Danielle, uma garota que ele ficou uma vez, Rachel dá uma catracada com seu ex-noivo enquanto sua futura noiva pede a Rach que seja a madrinha, e os amigos descobrem um vizinho espionando o apartamento de Monica com um telescópio. |              |                                                                                                  |                 |                                                                                          |                         |                  |                             |
| 21 | 21           | "The One with the Fake Monica" "Aquele da Monica Falsa"                                          | Gail Mancuso    | Adam Chase e Ira Ungerleider                                                             | 27 de abril de 1995     | 456671           | 28,4                        |
| Uma estrondosa e confiante mulher que fica conhecida como "Monica Falsa" assume a identidade de Monica e sai gastando tudo que pode com o cartão de crédito dela. Joey tenta achar o nome artístico perfeito e Marcel atinge a maturidade sexual, o que força Ross a dá-lo pra um zoológico. |              |                                                                                                  |                 |                                                                                          |                         |                  |                             |
| 22 | 22           | "The One with the Ick Factor" "Aquele do Fator Repulsa"                                          | Robby Benson    | Alexa Junge                                                                              | 4 de maio de 1995       | 456670           | 29,9                        |
| Monica descobre que seu namorado é mais novo que ela pensava. Rachel está tendo sonhos eróticos com todos os caras, menos Ross. Phoebe inscreve-se para ser secretária de Chandler. Todos comentam do jeito de Chandler falar. Carol vai dar à luz. |              |                                                                                                  |                 |                                                                                          |                         |                  |                             |
| 23 | 23           | "The One with the Birth" "Aquele do Nascimento"                                                  | James Burrows   | História por : David Crane e Marta Kauffman Roteiro por : Jeff Greenstein e Jeff Strauss | 11 de maio de 1995      | 456672           | 28,7                        |
| Joey "se empresta" quando uma garota solteira se prepara para dar à luz e o pai não pode ser encontrado. Phoebe faz uma serenata na sala de espera do hospital e também para uma "audiência cativa" dentro do armário de vassouras. Monica percebe o quanto ela quer um bebê dela, Rachel xaveca o ginecologista de Carol sem nenhum vergonha, e Chandler propõe casamento pra Monica. |              |                                                                                                  |                 |                                                                                          |                         |                  |                             |
| 24 | 24           | "The One Where Rachel Finds Out" "Aquele em que Rachel Descobre"                                 | Kevin S. Bright | Chris Brown                                                                              | 18 de maio de 1995      | 456673           | 31,3                        |
| Ross vai pra China numa viagem durante o churrasco de aniversário da Rachel, Chandler fala sem querer sobre tudo que Ross sente por ela, que acaba considerando a oportunidade de ficar com ele á medida que de fato se apaixona. Joey participa de um estudo de fertilidade e aprende a ser "generoso" na cama, Phoebe canaliza Ross por uma fotografia e Ross traz uma pequena "surpresa" da China, para desgosto de Rachel que vai buscá-lo de surpresa no aeroporto. |              |                                                                                                  |                 |                                                                                          |                         |                  |                             |

## Audiência
| Nº. na série | Nº na temporada | Episódio                                         | Exibição                | Horário (EST)        | Rating/Share (18–49) | Espectadores (m) | Posição na semana | Ref.  |
| ------------ | --------------- | ------------------------------------------------ | ----------------------- | -------------------- | -------------------- | ---------------- | ----------------- | ----- |
| 1            | 1               | "The Pilot"                                      | 22 de setembro de 1994  | Quintas-feiras 20:30 | 14.7/23              | 21.5             | 15                | [ 6 ] |
| 2            | 2               | "The One with the Sonogram at the End"           | 29 de setembro de 1994  | Quintas-feiras 20:30 | 14.0/22              | 20.2             | 19                | [ 6 ] |
| 3            | 3               | "The One with the Thumb"                         | 6 de outubro de 1994    | Quintas-feiras 20:30 | 13.6/22              | 19.5             | 18                | [ 6 ] |
| 4            | 4               | "The One with George Stephanopoulos"             | 13 de outubro de 1994   | Quintas-feiras 20:30 | 13.7/22              | 19.7             | 19                | [ 6 ] |
| 5            | 5               | "The One with the East German Laundry Detergent" | 20 de outubro de 1994   | Quintas-feiras 20:30 | 12.9/20              | 18.6             | 22                | [ 6 ] |
| 6            | 6               | "The One with the Butt"                          | 27 de outubro de 1994   | Quintas-feiras 20:30 | 12.4/20              | 18.2             | 26                | [ 6 ] |
| 7            | 7               | "The One with the Blackout"                      | 3 de novembro de 1994   | Quintas-feiras 20:30 | 16.1/24              | 23.5             | 12                | [ 6 ] |
| 8            | 8               | "The One with Where Nana Dies Twice"             | 10 de novembro de 1994  | Quintas-feiras 20:30 | 14.2/22              | 21.1             | 17                | [ 6 ] |
| 9            | 9               | "The One with Where Underdog Gets Away"          | 17 de novembro de 1994  | Quintas-feiras 20:30 | 15.7/24              | 23.1             | 17                | [ 6 ] |
| 10           | 10              | "The One with the Monkey"                        | 15 de dezembro de 1994  | Quintas-feiras 20:30 | 13.6/22              | 19.9             | 18                | [ 6 ] |
| 11           | 11              | "The One with Mrs. Bing"                         | 5 de janeiro de 1995    | Quintas-feiras 20:30 | 17.6/27              | 26.6             | 5                 | [ 6 ] |
| 12           | 12              | "The One with the Dozen Lasagnas"                | 12 de janeiro de 1995   | Quintas-feiras 20:30 | 16.1/25              | 24.0             | 10                | [ 6 ] |
| 13           | 13              | "The One with Boobies"                           | 19 de janeiro de 1995   | Quintas-feiras 20:30 | 17.3/26              | 25.8             | 6                 | [ 6 ] |
| 14           | 14              | "The One with the Candy Hearts"                  | 9 de fevereiro de 1995  | Quintas-feiras 20:30 | 15.9/24              | 23.8             | 10                | [ 6 ] |
| 15           | 15              | "The One with the Stoned Guy"                    | 16 de fevereiro de 1995 | Quintas-feiras 20:30 | 16.9/25              | 24.8             | 8                 | [ 6 ] |
| 16           | 16              | "The One with Two Parts: Part 1"                 | 23 de fevereiro de 1995 | Quintas-feiras 20:30 | 17.5/27              | 26.1             | 9                 | [ 6 ] |
| 17           | 17              | "The One with Two Parts: Part 2"                 | 23 de fevereiro de 1995 | Quintas-feiras 21:30 | 20.8/31              | 30.5             | 8                 | [ 6 ] |
| 18           | 18              | "The One with All the Poker"                     | 2 de março de 1995      | Quintas-feiras 21:30 | 20.4/31              | 30.4             | 4                 | [ 6 ] |
| 19           | 19              | "The One with Where the Monkey Gets Away"        | 9 de março de 1995      | Quintas-feiras 21:30 | 20.0/31              | 29.4             | 3                 | [ 6 ] |
| 20           | 20              | "The One with the Evil Orthodontist"             | 6 de abril de 1995      | Quintas-feiras 21:30 | 20.5/32              | 30.0             | 3                 | [ 6 ] |
| 21           | 21              | "The One with Fake Monica"                       | 27 de abril de 1995     | Quintas-feiras 21:30 | 19.2/29              | 28.4             | 2                 | [ 6 ] |
| 22           | 22              | "The One with the Ick Factor"                    | 4 de maio de 1995       | Quintas-feiras 21:30 | 20.7/31              | 29.9             | 3                 | [ 6 ] |
| 23           | 23              | "The One with the Birth"                         | 11 de maio de 1995      | Quintas-feiras 21:30 | 19.7/30              | 28.7             | 2                 | [ 6 ] |
| 24           | 24              | "The One with Rachel Finds Out"                  | 18 de maio de 1995      | Quintas-feiras 21:30 | 21.3/32              | 31.3             | 2                 | [ 6 ] |